# ریموند هود
ریموند هود (به انگلیسی: Raymond Hood) متولد ۱۸۸۱، رود آیلند، معمار قرن بیستم سبک آرت دکو اهل آمریکا بود.
او دانش آموختهٔ دانشگاه براون و ام آی تی بود و مدتی در آکادمی بوزار نیز تحصیل کرد.

## برخی آثار
- برج تریبون